# Jolin
Jolin, svensk släkt härstammande från skattebonden Christopher Carlsson (1743-1807) i Jonsbol, Visnums sn, Värmlands län. Hans son Bengt Christophersson (1778-1840) antog namnet
Jolin 1801 i samband med sin inflyttning till Stockholm och blev där, efter att ha arbetat som vågkarl, vaktmästare vid Klara församlings fattighus 1829. Dennes son skådespelaren Johan Christopher Jolin (1818-1884) var far till professorn i kemi Severin Jolin (1852-1919) och målarinnan Helena (Ellen) Maria Jolin (1854-1939). Av Severins söner märks konstnären Einar Jolin (1890-1976) och advokatfiskalen och skriftställaren Erik Emanuel Jolin (1892-1974). Av Einar Jolins barn märks författaren och journalisten Christopher Jolin, skådespelerskan och programvärden Michaela Jolin och modestylisten Angelina Jolin.